# Flamen Dialis
Dans la religion de la Rome antique, le Flamen Dialis est le prêtre affecté au culte de Jupiter. Le terme Dialis provient de Diespiter, nom de Jupiter en latin archaïque. Parmi les quinze flamines, les trois flamines maiores servent les trois dieux de la triade archaïque, dont Jupiter fait partie. La tradition interdit plusieurs actions aux flamines, comme le toucher du métal, l'équitation ou la vision d'un cadavre.
Numa Pompilius, deuxième roi de Rome, passe pour le créateur des offices de flamines maiores. Numa en personne effectue des rites du flamen dialis.

## Affectation et privilèges
le Flamen Dialis est le grand prêtre de Jupiter.
Le Flamen Dialis bénéficie d'honneurs particuliers. Lorsqu'une vacance se produit, trois personnes d'origine patricienne, dont les parents se sont mariés selon les cérémonies de confarreatio (forme de mariage romain), sont nommées par les Comitia. L'un d'eux est sélectionné (captus), et consacré (inaugurabatur) par le Pontifex maximus.
L'homme est alors émancipé du contrôle de son père et devint sui juris. D'après l'écrivain Varron, c'est le seul prêtre à porter l'apex. Il a pour privilège le droit à un licteur, à la toge prétexte, à la Sella Curulis, et à un siège dans le sénat romain ex officio. Ce dernier privilège, tombé en désuétude pour une longue période, est revendiqué par Caius Valerius Flaccus (209 avant notre ère). Cependant, Tite-Live estime que cette faveur lui est moins accordée par justice qu'en raison de sa forte personnalité. Lors d'un banquet, il se place au-dessus des autres convives, seul le Rex sacrorum a le droit de s'allonger au-dessus de lui. Si un condamné se réfugie chez lui, ses chaînes lui sont arrachées et transportées à travers l'impluvium jusqu'au toit et jetées à la rue. Si un criminel en route vers le châtiment le rencontre, suppliant, et tombe à ses pieds, il bénéficie d'un répit pour ce jour-là semblable au droit de sanctuaire attaché aux personnes et aux habitations des cardinaux papaux.

## Restrictions
Pour contrebalancer ces honneurs, le Dialis est soumis à beaucoup de restrictions et privations, dont plusieurs d'origine indo-européenne. Aulu-Gelle en compile un catalogue à partir des travaux de Fabius Pictor et Masurius Sabinus .
- Se trouver hors de la ville pour une seule nuit lui est illégal [12], règle qui semble modifiée par Auguste, dans la mesure où une absence de deux nuits est autorisée[13]
- Dormir hors de son lit pour trois nuits consécutives lui est prohibé. Par conséquent, entreprendre le gouvernement d'une province lui est impossible.
- Ne lui sont pas autorisés ce qui à un rapport avec la guerre :
  - l'équitation et le contact avec un cheval,
  - le toucher du fer
  - la vision d'une armée rassemblée hors du pomerium .
- Il n'est pas éligible au consulat. L'interdiction originelle d'accepter toute magistrature civile[14] cesse d'être appliquée.
- Il porte certains vêtements : un chapeau, l'apex, ainsi qu'une laena, épaisse cape de laine. Se montrer sans l'apex lui est interdit. Sa tenue ne comporte pas de nœuds.
- Il lui est défendu de prêter serment[15]
- Il ne peut porter de bague, nisi pervio et casso ("à moins qu'elle soit simple et sans pierres")[16];
- Se déshabiller en plein air ne lui est pas permis.
- Marcher sur un sentier couvert de vigne lui est illégal.
- Pour préserver sa pureté, tout ce qui a un apport avec la corruption ou la mort lui est interdit :
  - les aliments fermentés sont bannis : farine, levain, ou pain au levain,
  - il n'a pas le droit de toucher un cadavre, ni d'approcher un bûcher funéraire,
  - il lui est interdit de toucher ou de nommer un chien ou une chèvre, animaux sacrifiés aux divinités souterraines, du lierre, des fèves (aliment dédié aux défunts) ou de la chair crue.
- Seul un homme libre peut lui couper les cheveux. Ses cheveux coupés et rognures d'ongles s'enterrent sous une tonnelle félix .
- Une personne dont les jambes sont enduites d'argile fine n'a pas le droit de dormir dans son lit.
- Est illégal le contact de son sommier avec une boîte contenant des gâteaux sacrificiels.
- Se trouver à une table sans nourriture lui est prohibé, afin qu'il ne paraisse manquer de rien.

En tant que Jovi adsiduum sacerdotem (prêtre permanent de Jupiter), il est contraint par ces règles à une attention constante aux devoirs de sacerdoce. Ces restrictions ont pour but d'éviter la négligence du prêtre. Selon Georges Dumézil, elles inscrivent le Flamen Dialis dans un rôle de service du dieu céleste. Jupiter possède des attributs de pureté et de liberté, et porte le foudre et la royauté. Le pouvoir politique et le droit appartiennent à son champ d'action (la guerre, en revanche, est réservée à Mars). Sa solidarité envers le roi se reflète dans celle de son homologue terrestre, le rex, avec le Flamen Dialis . Des équivalents de cette position, qui soumet à des restrictions semblables, se trouvent dans d'autres cultures indo-européennes, telles que celle du raja védique et de son purohita (prêtre) et de l'ancien rig irlandais et du chef druide

## Flaminica Dialis
La Flaminica Dialis est l'épouse du Flamen Dialis. Vierge pendant les noces, elle se marie selon le confarreatio, mariage patricien. (Les deux autres flamines maiores sont soumis à ces mêmes règles ). Le divorce leur est interdit. Si la flaminica meurt, le Dialis doit démissionner
La flaminica assiste et participe à certains rituels. À chacune des nundinae, elle sacrifie un bélier à Jupiter dans la Regia .
La flaminica porte une tenue rituelle spéciale. Ses cheveux sont tressés avec une bande violette de forme conique (tutulus). Pourtant, ses cheveux ne sont pas coiffés lors du rituel de l' Argei. La flaminica et la regina sacrorum sont les seules à pouvoir porter la coiffure nommée (in) arculata .
La flaminica porte une robe teinte (venenato operitur) et un petit tissu carré doté d'une bordure (rica), auquel est attachée une barbotine coupée dans une felix arbor, arbre sous la protection des dieux célestes. Le rica correspond peut-être à une courte cape, ou moins probablement à une écharpe ou un voile jeté sur la tête.
Les restrictions imposées à la flaminica sont semblables à celles imposées à son mari. Monter un escalier de plus de trois marches lui est interdit, peut-être pour éviter que ses chevilles ne soient vues.

## Titulaires du poste
- Publius Cornelius Sulla, probablement nommé flamen par le Pontifex Maximus Publius Cornelius Calussa dans les années 270 avant notre ère. C'est peut-être le fils de Publius Cornelius Rufinus et le premier membre de sa famille surnommé Sulla[27].
- Lucius Quinctius, nommé au milieu du IIIe siècle avant notre ère. C'est sûrement le fils de Caeso Quinctius Claudus et l'ancêtre des Quinctii Flaminini[28],[29].
- Publius Cornelius Scipio, petit-fils de Scipion l'Africain, devient Flamen Dialis en 174 avant notre ère. Il meurt peu après entre 170 et 168 avant l'ère commune[30],[31].
- Lucius Cornelius Merula est probablement désigné comme flamen à la fin du IIe siècle avant l'ère commune[32]. Il est surtout connu pour sa mort en 87 avant l'ère commune, pendant la guerre civile entre Sylla et Lucius Cornelius Cinna. Nommé consul en remplacement de Cinna, expulsé par l'autre consul Cnaeus Octavius, il démissionne lorsque Cinna revient à Rome avec une armée. Ciblé par la purge de Cinna et Marius, il se suicide dans le temple de Jupiter, maudissant ses ennemis avant de mourir[33],[34],[35].
- Caius Julius Caesar, le futur dictateur, est choisi à l'instigation de Cinna, son beau-père, à la fin de 87, ou avant le 13 janvier 86 avant notre ère, alors que Marius vit encore[36]. Selon de nombreux érudits, pourtant, César ne fut jamais officiellement nommé, sa mère Aurelia étant plébéienne. César perd son sacerdoce pendant la dictature de Sylla, vers 81, mais est autorisé à conserver son siège au Collège des pontifes . Afin qu'il puisse conserver son siège, aucun flamen dialis n'est nommé après lui pendant environ soixante-dix ans[37].
- Servius Cornelius Lentulus Maluginensis, probablement fils de Cnaeus Cornelius Lentulus Augur. Né vers 30 avant l'ère commune, il devient flamen vers 14 av. J.-C. après la longue interruption qui suit le retrait de César[38].
- Cornelius Lentulus Maluginensis, succède à son père comme flamen en 23 ère commune, probablement à un très jeune âge.